# جونیا سوزوکی (بازیکن فوتبال، زاده ۱۹۹۶)
جونیا سوزوکی (ژاپنی: 鈴木 順也؛ زادهٔ ۲ مهٔ ۱۹۹۶) یک بازیکن فوتبال اهل ژاپن است.
از باشگاه‌هایی که در آن بازی کرده‌است می‌توان به باشگاه فوتبال تسپاکوستاسو گونما و باشگاه فوتبال گاینار توتوری اشاره کرد.